# Sân bay Vir Savarkar
Sân bay Vir Savarkar hay Sân bay Port Blair (IATA: IXZ, ICAO: VOPB) là một sân bay cách Port Blair 2 km về phía nam, trên đảo Andaman của Ấn Độ. Sân bay này được đặt tên theo người đấu tranh cho tự do của Ấn Độ Vir Savarkar.
Sân bay này có một đường cất hạ cánh dài 3.290 m. Nhà ga có hai cửa, không có cầu dẫn khách nối với máy bay. Tháng 5 năm 2008, sân bay bị ngập lụt nặng.

## Các hãng hàng không và các điểm đến
- Deccan (Chennai, Kolkata)
- Indian Airlines (Chennai, Delhi, Kolkata)
- Jet Lite (Kolkota)
- Jet Airways (Chennai)
- SpiceJet (Chennai, Kolkata)